# Die Rache des Ungeheuers
Die Rache des Ungeheuers (englisch: Revenge of the Creature) ist ein US-amerikanischer Horrorfilm von Jack Arnold aus dem Jahr 1955. In der Fortsetzung von Der Schrecken vom Amazonas gab Clint Eastwood – er spielt einen Labortechniker – sein Debüt als Schauspieler. 1956 erschien die Fortführung Das Ungeheuer ist unter uns. Der Film startete am 16. September 1955 in den deutschen Kinos.

## Handlung
Nachdem das Ungeheuer, von Kugeln durchsiebt, schwer verletzt gefangen genommen wurde, wird das Amphibienwesen in das Ocean Harbor Oceanarium nach Florida überstellt, wo es von Professor Clete Ferguson und Ichthyologie-Studentin Helen Dobson genauestens untersucht wird. Helen und Clete verlieben sich rasch, was bei Joe Hayes, der das Ungeheuer gefangen hat, auf reichlich Missfallen stößt. Auch das Amphibienwesen, das sich allmählich erholt, beginnt, Helen gegenüber Gefühle zu entwickeln, was dazu führt, dass Ferguson mit seinen Bemühungen, die Kreatur genauer zu untersuchen, nicht so recht weiterkommt. Das Ungeheuer kann aus seinem Wassertank entfliehen und tötet auf der Flucht Joe, der sich ihm in den Weg gestellt hatte. Dann entkommt das Wesen im offenen Meer.
Das Ungeheuer muss nun ständig an die attraktive Nachwuchswissenschaftlerin denken. Es entsteigt dem ozeanischen Nass und beginnt, Helen auf Schritt und Tritt zu verfolgen. Dabei kommt es zwangsläufig Ferguson in die Quere, dem neuen Begleiter Helens. In einem günstigen Augenblick betritt das Monster ein Restaurant mit Meerblick, wo das Paar gerade an einer Party teilnimmt, und raubt kurzerhand Helen. Clete Ferguson rennt dem Wesen nach, doch es kann mit seiner weiblichen Beute bis zum Strand entkommen. Dort wird es von Clete und der Polizei gestellt und stirbt scheinbar (bis zur nächsten Fortsetzung, Das Ungeheuer ist unter uns) im Kugelhagel der Staatsmacht, während Clete Helen aus den Fängen des Ungeheuers befreit.

## Kritik
Das Lexikon des internationalen Films beurteilt den Film als „ebenso alberne[n] wie unglaubwürdige[n] Gruselkintopp“.